# Liste der Monuments historiques in Le Bar-sur-Loup
Die Liste der Monuments historiques in Le Bar-sur-Loup führt die Monuments historiques in der französischen Gemeinde Le Bar-sur-Loup auf.

## Liste der Bauwerke
| Bezeichnung                 | Beschreibung            | Standort | Kennzeichnung | Schutzstatus | Datum | Bild           |
| --------------------------- | ----------------------- | -------- | ------------- | ------------ | ----- | -------------- |
| Kirche St-Jacques-le-Majeur | 12. und 13. Jahrhundert | (Lage)   | PA00080661    | Inscrit      | 1940  | weitere Bilder |

## Liste der Objekte
Zum Verständnis siehe: Kirchenausstattung
| Bezeichnung                                        | Beschreibung | Standort | Kennzeichnung | Schutzstatus | Datum | Bild           |
| -------------------------------------------------- | --- | -------- | ------------- | ------------ | ----- | -------------- |
| Kreuzigungsgruppe                                  | Holz, um 1519; in der Kirche St-Jacques-le-Majeur                                                               | (Lage)   | PM06001492    | Classé       | 1995  |                |
| Weihwasserbecken                                   | Stein, 14. Jahrhundert; in der Kirche St-Jacques-le-Majeur                                                      | (Lage)   | PM06000032    | Classé       | 1910  |                |
| Türflügel                                          | Holz, 15. Jahrhundert; in der Kirche St-Jacques-le-Majeur                                                       | (Lage)   | PM06000034    | Classé       | 1910  |                |
| Retabel und Altarbild Notre Dame de la Miséricorde | Holzarbeit bzw. Ölgemälde, um 1700; in der Kirche St-Jacques-le-Majeur                                          | (Lage)   | PM06002433    | Classé       | 2004  |                |
| Josephsaltar: Altarbild und Retabel                | Holzarbeit, um 1700, Ölgemälde, vor 1678; in der Kirche St-Jacques-le-Majeur                                    | (Lage)   | PM06002432    | Classé       | 2004  |                |
| Retabel des Hauptaltars                            | Tafelgemälde, Ludovico Brea zugeschrieben; Holz, vergoldet, 15. Jahrhundert; in der Kirche St-Jacques-le-Majeur | (Lage)   | PM06000030    | Classé       | 1902  |                |
| Gallo-römischer Grabstein                          | Stein; in der Kirche St-Jacques-le-Majeur                                                                       | (Lage)   | PM06000031    | Classé       | 1910  | weitere Bilder |
| Gemälde Danse macabre                              | Tafelgemälde, 15. Jahrhundert; in der Kirche St-Jacques-le-Majeur                                               | (Lage)   | PM06000033    | Classé       | 1910  |                |